# Зоидзе, Сантура Хусейновна
Сантура Хусейновна Зоидзе (1927, село Ульяновка, АССР Аджаристан, ССР Грузия — 2006, село Букнари, Кобулетский муниципалитет, Аджария, Грузия) — звеньевая колхоза имени Калинина Кобулетского района, Аджарская АССР, Грузинская АССР. Герой Социалистического Труда (1949).

## Биография
Родилась в 1927 году в крестьянской семье в селе Ульяновка (сегодня — Букнари) АССР Аджаристан. Окончила местную семилетнюю школу. С 1942 года трудилась на чайной плантации местного колхоза имени Орджоникидзе Кобулетского района.
В 1948 году собрала 6094 килограмма сортового чайного листа на участке площадью 0,5 гектара. Указом Президиума Верховного Совета СССР от 29 августа 1949 года удостоена звания Героя Социалистического Труда за «получение высоких урожаев сортового зелёного чайного листа и цитрусовых плодов в 1948 году» с вручением ордена Ленина и золотой медали «Серп и Молот» (№ 4642).
Этим же указом званием Героя Социалистического Труда были награждены труженики колхоза имени Калинина Кобулетского района чаевод Галина Самосновна Чхартишвили, три цитрусовода Ахмед Рамизович Цинаридзе, Осман Шакирович Цинаридзе и Казим Османович Шавишвили.
После выхода на пенсию в 1982 году проживала в родном селе Букнари. Умерла в 2006 году.
Награды
- Герой Социалистического Труда
- Орден Ленина
- Медаль «За трудовую доблесть» (01.09.1951)